# Ariane Moffatt
Ariane Moffatt (Lévis, Canadá, 26 de abril de 1979) es una cantante y compositora canadiense.

## Biografía
Ariane Moffatt nació el 26 de abril de 1979 en la ciudad de Lévis, que forma parte de la Región de Caldera-Apalaches, en la provincia de Quebec, Canadá.
En junio de 2002, Moffatt publicó su primer álbum, titulado Aquanaute.
Su segundo álbum, Ariane Moffat à la Station C, fue publicado en mayo de 2005.
En noviembre de 2005, su tercer álbum salió a la venta, titulado Le cœur dans la tête.

## Discografía
- Aquanaute, 2002.
- Ariane Moffat à la Station C, 2005.
- Le cœur dans la tête, 2005.
- "Tous les sens", 2008.